# Marktplatz 4 (Nörvenich)

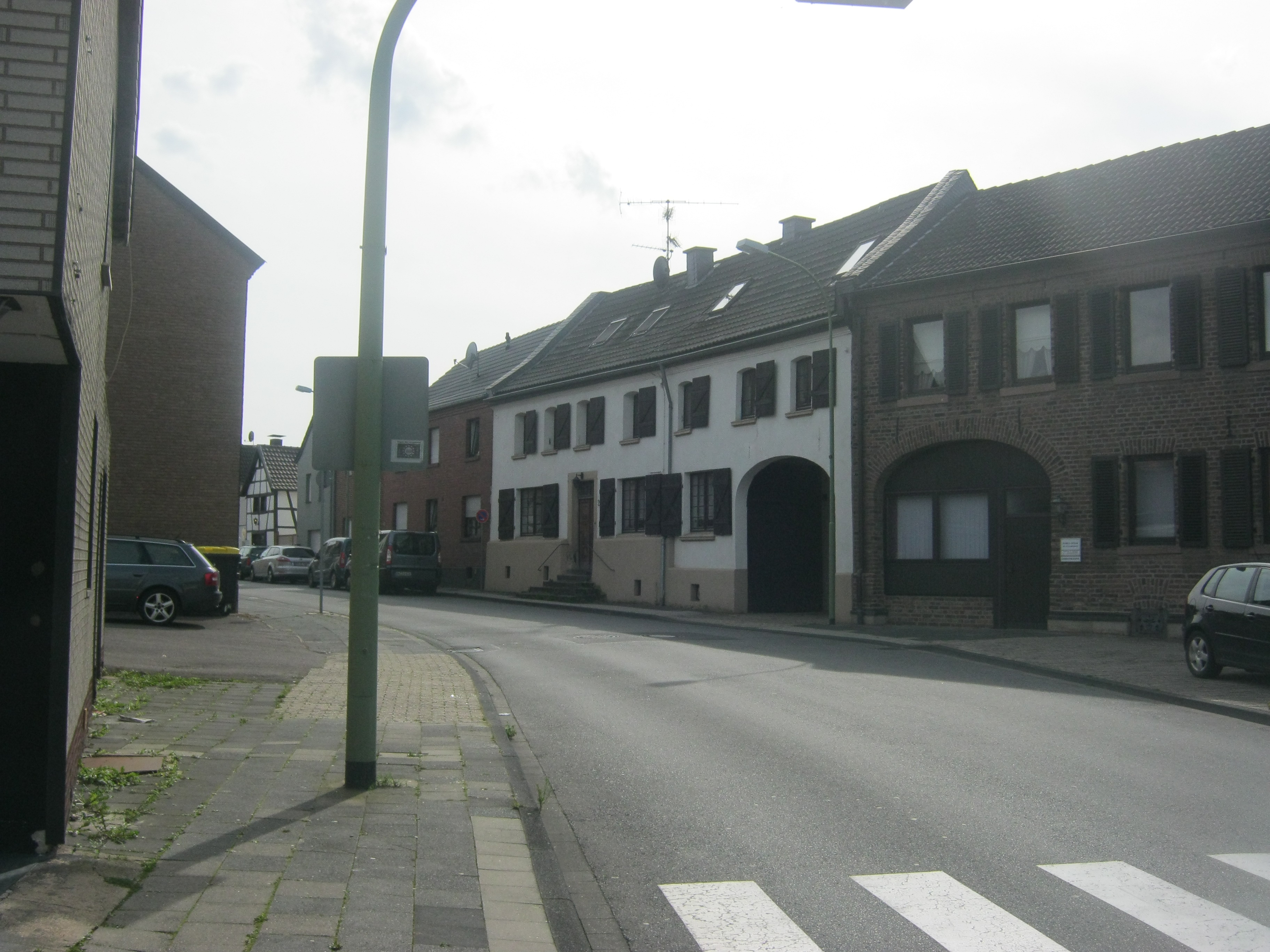
Rechts das Haus Marktplatz 4

Das Haus Marktplatz 4 steht in Nörvenich im Kreis Düren.
Das 1794 von französischen Revolutionstruppen besetzte Rheinland wurde 1801 dem französischen Staat einverleibt. In den Jahren 1803 bis 1813 wurde es von französischen Ingenieurgeografen unter Leitung von Oberst Tranchot topografisch aufgenommen. Diese Arbeiten wurden von preußischen Offizieren unter Generalmajor Freiherr von Müffling weitergeführt. Die aus diesen Vermessungen entstandenen Landkarten sind heute noch unter dem Namen „Kartenaufnahme der Rheinlande unter Tranchot/v. Müffling“ bekannt und im Handel erhältlich.
1808/09 entstand im Rahmen dieser Vermessungen ein Katasterlageplan von Nörvenich, zu dem es ein Eigentümerverzeichnis gibt. Nach diesen Unterlagen hatte das Grundstück Marktplatz 4 (das ist die heutige Bezeichnung) die Parzellennummer 476 für das Haus und 477 für den Garten. Als Eigentümer wird Matthias Clemens angegeben. Das Grundstück scheint zu dieser Zeit unbebaut gewesen zu sein. 
Matthias Clemens, 1761 als Sohn des Försters Johann Peter Clemens geboren, war ebenfalls Förster in Nörvenich. Sein Vater und auch er wohnten in der Gymnicher Burg (heute Schloss Nörvenich genannt) bzw. in einem Nebengebäude. Matthias Clemens hatte acht Kinder. Der älteste Sohn Carl Joseph, geboren 1798, ebenfalls Förster, heiratete um 1830 Gertrud Bungs aus Hommelsheim, einem Gut zwischen Eschweiler über Feld und Frauwüllesheim. Sie gehörte zu den wohlhabendsten Bauerntöchtern der Umgebung. Das Heiratsdatum ist in den Unterlagen nicht feststellbar. Das Jahr „um 1830“ nimmt man deshalb an, weil im Mai 1833 das erste Kind dieser Ehe geboren wurde.
Die Jahreszahlenanker am Haus Marktplatz 4 weisen das Baujahr 1830 aus. Es liegt nahe, dass Carl Joseph Clemens vor seiner Heirat auf dem väterlichen Grundstück das Haus gebaut hat.
Die Familie scheint recht wohlhabend gewesen zu sein. Einer der ersten Vorfahren kam aus der Eggersheimer Mühle. Die Nachfahren waren über mehrere Generationen Förster im Dienst der in Gymnich residierenden Adeligen. Dass sie ein hohes Ansehen genossen, geht daraus hervor, dass der Vater von Carl Joseph 1801 in der Kirche in Hochkirchen in der Gruft der Freiherren von Gymnich beerdigt wurde. Auch die oben erwähnte Heirat sagt das aus. 
Carl Joseph wird in den Urkunden als Forstadministrator, Rentmeister und Verwalter bezeichnet. Er ist am 14. November 1876 in Nörvenich verstorben. Wer bis zum Ende des 19. Jahrhunderts Eigentümer oder Bewohner des Hauses war, kann man nicht feststellen.
Im Jahre 1897 kam Dr. Julius Habicht als praktischer Arzt nach Nörvenich. Ob er sofort im Hause Marktplatz 4 gewohnt hat, kann nicht gesagt werden, ebenso wenig, wann er das Haus erworben hat. Man sollte annehmen, dass er bei seiner Eheschließung im Jahre 1899 Hauseigentümer war.
Die Lebensdaten von Dr. Habicht waren (nach seinem Totenzettel): Geboren am 10. September 1872 in Elberfeld, Eheschließung am 31. Januar 1899 in Nörvenich mit Franziska Müller (* 22. August 1861 in Ibbenbüren; † 2. April 1928 in Nörvenich). Dr. Habicht ist am 25. Februar 1935 in Bonn verstorben.
Die Eheleute Habicht hatten vier Kinder. Die Tochter Josefine heiratete etwa 1936 den ärztlichen Vertreter ihres Vaters, Dr. Ewald Domincus, der die Praxis zunächst im Hause weiter führte. Etwa 1938 zog er mit der Familie in sein neu erbautes Haus in der Bahnhofstraße.
Das Haus Marktplatz 4 kaufte und bezog der 1938 pensionierte Schulrat Dr. Jakob Scheidt.
Seine Lebensdaten sind: Geboren am 20. Januar 1877 in Nörvenich, verstorben am 23. März 1954. Er war Sohn des Nörvenicher Stellmachers Johann Scheidt. Die Stellmacherei Scheidt ist seit 1803 für Nörvenich nachweisbar. Scheidt heiratete Anna Müllegans.
Die Tochter Maria Scheidt hat noch kurze Zeit im Hause gelebt, ehe es an Reiner Badenheuer und seine Frau Margot geb. Hamelbeck ging. Frau Badenheuer arbeitete hier ebenfalls als praktische Ärztin. Ihr Mann war Ingenieur in einer Dürener Firma.
Heute praktiziert in diesem Haus der praktische Arzt Dr. Gerd Fritzlar. Links neben dem Haus steht die ehemalige Brauerei und rechts das alte Kloster Mariahilf.